# Ditrichocorycaeus dahli
Ditrichocorycaeus dahli – gatunek widłonoga z rodziny Corycaeidae. Opisał go w 1957 roku japoński biolog Otohiko Tanaka, nadając mu nazwę Corycaeus (Ditrichocorycaeus) dahli.